# John Simon (pathologiste)
Pour les articles homonymes, voir John Simon et Simon.

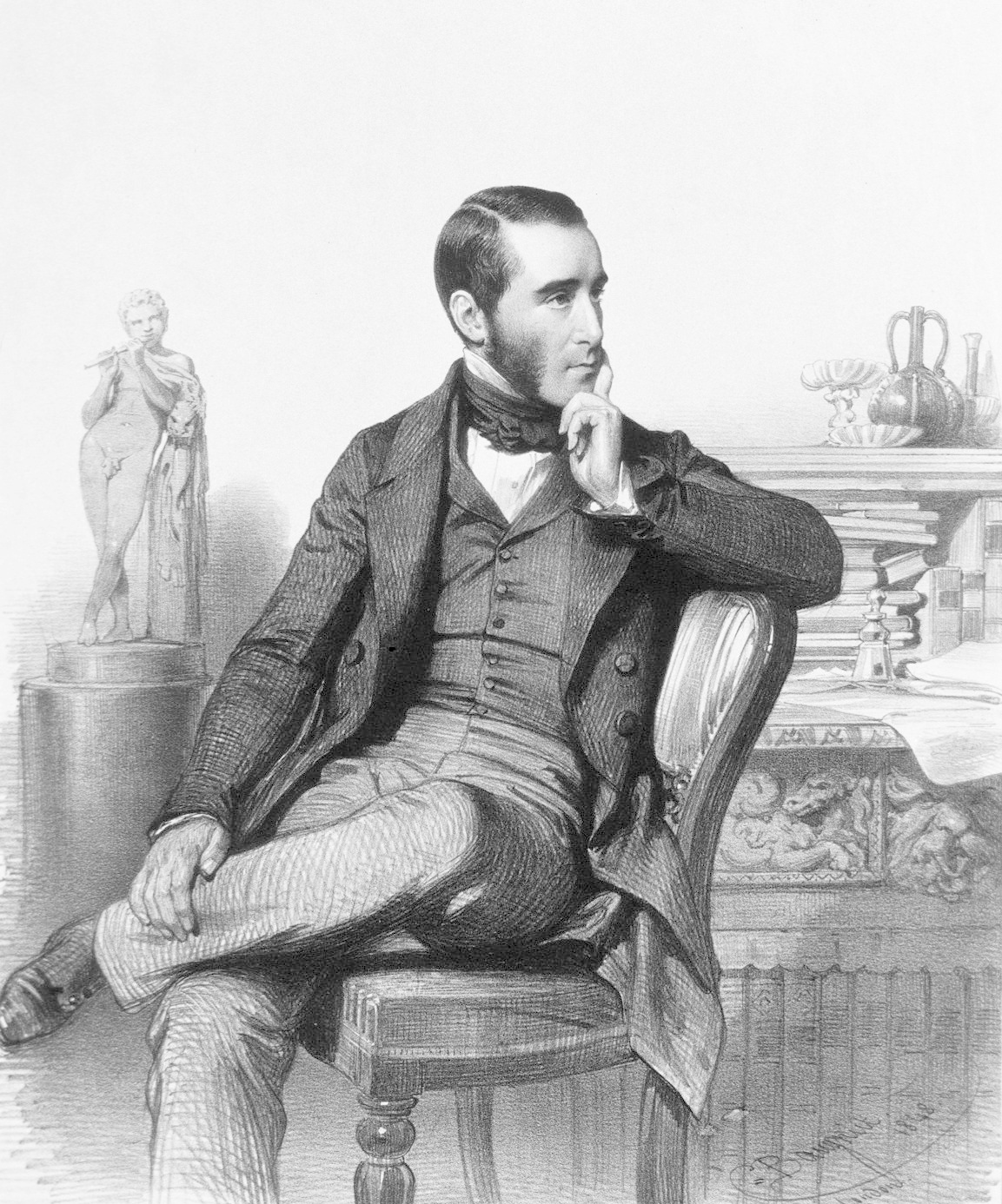
Lithographie de John Simon par Charles Baugniet (1848)

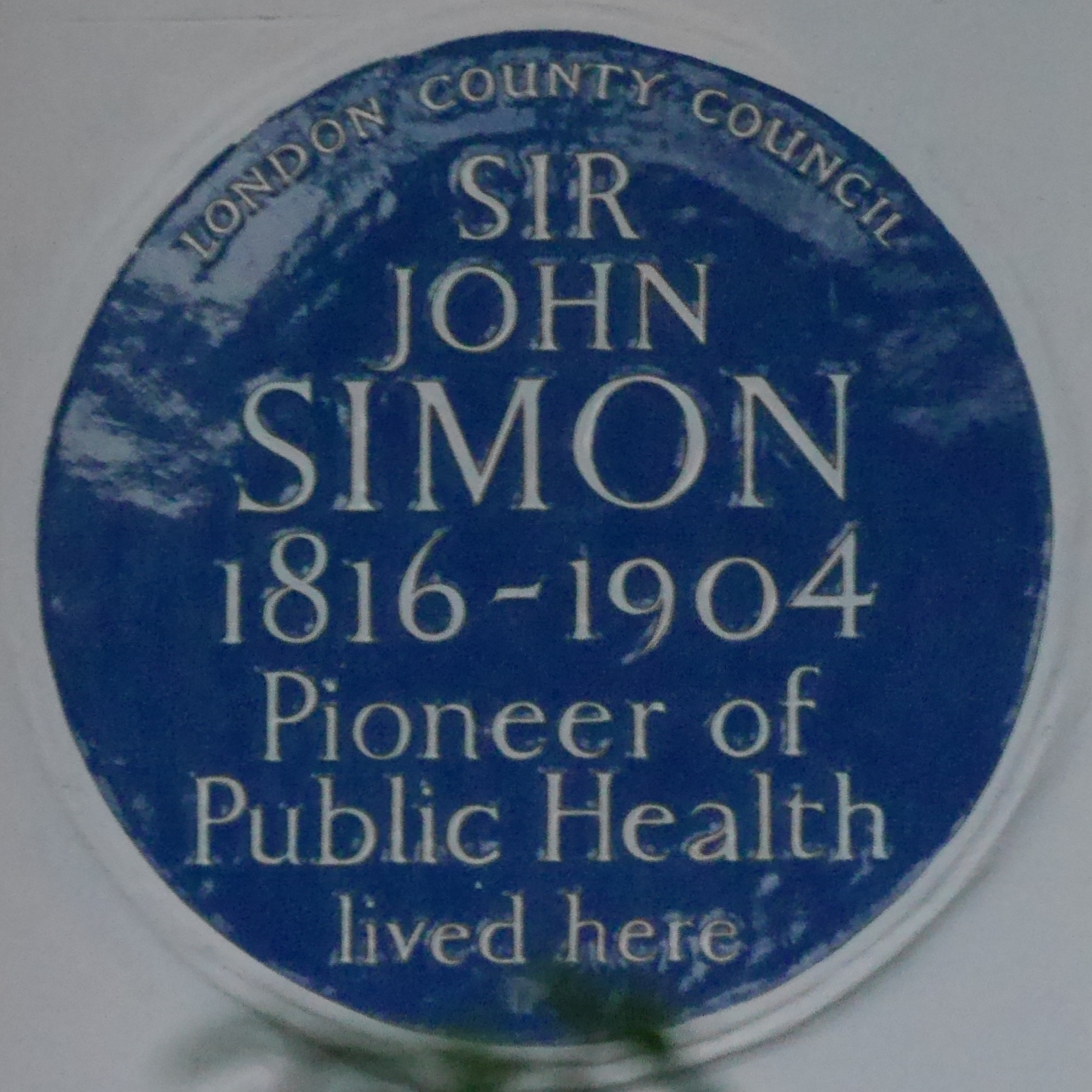
plaque commémorative, 40 Kensington Square, Kensington, Londres

John Simon (10 octobre 1816 - 23 juillet 1904) est un pathologiste, chirurgien et un agent de la santé publique anglais. Il fut le premier médecin hygiéniste en chef (en) pour le gouvernement britannique de 1855 à 1876.

## Biographie
John Simon est né à Londres. Fils de Louis Michael Simon, un agent de change, et Mathilde Nonnet. Il est le sixième des quatorze enfants de Louis issus de deux mariages. Sa carrière médicale commence en 1833 quand il devient un apprenti chirurgien sous la supervision de Joseph Henry Green (en). Il fait ses études au King's College et sa pratique à l'hôpital St-Thomas à Londres,. En 1838 , il devient un membre distingué (fellow) du royal College of Surgeons (en). En 1845 , il remporte le prix Astley Cooper pour un essai intitulé Physiological Essay on the Thymus Gland (Essai Physiologique sur le Thymus); il est élu membre de la Royal Society la même année.
Au milieu du XIXe siècle, le gouvernement prend des mesures pour promouvoir la santé publique; la Loi sur la santé publique de 1848 a été adoptée et un conseil général de la santé fut créé. La même année, Simon a été nommé médecin hygiéniste pour Londres pour la Commission des égouts de la Cité de Londres. Il conserva cette fonction jusqu'en 1855. Le Conseil général de la santé a été réorganisé en 1853 et Simon en devint le médecin-chef du conseil d'administration en 1855,. Le Conseil général s'est dissous en 1858 et le rôle de Simon en tant que médecin-chef fut transféré au Conseil privé.
De 1867 à 1869, il est président de la Société de pathologie de Londres (en).
Il épouse, en 1848, Jane O'Meara, fille du commissaire général adjoint Matthew Delaval O'Meara, décédée à l'âge de 85 ans.
John Simon meurt à Londres le 23 juillet 1904 et est enterré au cimetière Ladywell (en) de Lewisham.

## Publications
- English Sanitary Institutions, Londres, Cassell & company, 1890, OCLC 612812353